# Carex montis-everesti
Carex montis-everesti är en halvgräsart som beskrevs av Georg Kükenthal. Carex montis-everesti ingår i släktet starrar, och familjen halvgräs. Inga underarter finns listade i Catalogue of Life.